# Youssouf Terri
Youssouf Terri né le 22 avril 1991 à N'Djaména, est un juriste de formation et romancier tchadien.

## Formation
Youssouf Terri de son vrai nom Youssouf Mahamat Youssouf, nait le 22 avril 1991 à N'Djaména. Il est diplômé de l'Université de Yaoundé 2 au Cameroun et de l'Université de Rouen en France. Il est l'auteur de Le rêve d’une femme hardie paru aux Editions l’Harmattan en 2015. Il a enseigné en tant que vacataire à l'École nationale d'administration (ENA) du Tchad et à l'École nationale supérieure des technologies de l'information et de la communication (ENASTIC), où ses travaux portent sur la modernisation de l'État.

## Carrière
Le 17 novembre 2023 à l’Université de Rouen, Youssouf Terri a soutenu une thèse de doctorat sur l’administration électronique et la modernisation des États de l’Afrique noire francophone.
Youssouf Terri a occupé le poste de responsable du cycle national de perfectionnement à l'ENA du Tchad, supervisant la formation des hauts fonctionnaires.
Le 12 juillet 2025, il présente à nouveau un ouvrage l'Administration électronique et la modernisation de l'État en Afrique subsaharienne francophone, paru aux Editions l'Harmattan.

## Publications
- Le rêve d’une femme hardie, Editions l’Harmattan 2015 (ISBN : 978-2-343-05526-8[7])[1]
- L’administration électronique et la modernisation de l’État en Afrique subsaharienne francophone, Editions l'Harmattan 2025 [8]